# Rhinocyllus
 Rhinocýllus  — рід жуків родини Довгоносики (Curculionidae).

## Зовнішній вигляд
До цього роду відносяться жуки, довжина тіла яких знаходиться у межах 3.7-6.9 мм. Основні ознаки:
- вусикові борозенки йдуть різко на низ головотрубки і звичайно доходять до нижнього краю ока;
- головотрубка широка, зверху із глибокою широкою борозенкою, края валикоподібно припідняти;
- передньогруди перед тазиками не мають борозенки для головотрубки;
- кігтики різної довжини;
- верх тіла вкритий густими трохи припіднятими волосками.

## Спосіб життя
Життєвий цикл вивченого у цьому відношенні виду Rhinocyllus conicus тісно пов'язаний із рослинами з родини Айстрові. В Україні це найчастіше осот Cirsium ukranicum Bess. ex DC. Імаго живляться зеленими частинами рослин, яйця по одному відкладаються на поверхню суцвіття-кошика, у отвір, який заздалегідь вигризає самиця. Личинки прокладає собі тунель всередину кошика і живляться незрілим насінням та оточуючими тканинами.

## Географічне поширення
Ареал роду охоплює майже всю Палеарктику, крім півночі, завдяки одному виду. У решти ареали значно менші. Один вид роду мешкає в Україні, два види інтродуковані до Афротропіки, Неарктики та Австралійської області(див. нижче).

## Класифікація
У цьому роді два підроди: Rhynocyllus s. str. та Rhynolarinus і чотири види. Вид української фауни позначений кольором:
- Rhinocyllus conicus (Frölich, 1792) — майже вся Європа (включаючи Нідерланди й Прибалтику), Закавказзя, Північна Африка, Західний Сибір, Казахстан, Далекий Схід, Північно-Західний Китай, Середня Азія, Туреччина, Ізраїль, Афротропіка, інтродукований до Північної Америки, Австралії та Нової Зеландії.
- Rhinocyllus oblongus Capiomont, 1873 — Португалія, Іспанія, Італія, Греція, Північна Африка, Ізраїль, Туреччина
- Rhinocyllus turkeslanicus Desbrochers des Loges, 1900 — Туркестан
- Rhynolarinus alpinus Gultekin, Diott, Caldara, 2019 - Ломбардія (Північна Італія)

## Практичне значення
Один вид цього роду (див. вище) завезений до Північної Америки, Африки, Австралії та Нової Зеландії для пригнічення популяцій будяків  — злісних пасовищних бур'янів